# 布洛納巴內冰原島峰
布洛納巴內冰原島峰（Blånabbane Nunataks）是南極洲的冰原島峰，位於麦克·罗伯逊地，處於特溫托普山以東約30公里，挪威製圖師根據該國探險隊繪入地圖和命名，現時由南極條約體系管理。